# Mosaico dei monti Mandara
Il mosaico dei monti Mandara è un'ecoregione definita dal WWF (codice ecoregione: AT0710), situata sui monti Mandara, nel nord della frontiera tra Nigeria e Camerun.

## Territorio
È un'ecoregione di savana con un'estensione di 7500 chilometri quadrati. Confina a ovest con la savana sudanese occidentale, a nord con la savana ad acacia del Sahel e ad est e a sud con la savana sudanese orientale.
La stagione delle piogge dura sei mesi, da maggio a ottobre; durante questo periodo sulla regione cadono tra gli 800 e i 1000 mm di pioggia. Le temperature rimangono miti a causa dell'altitudine.

## Flora
Presenta una vegetazione di mosaico di boscaglia e savana, anche se è molto degradato.
Abbondano gli endemismi vegetali, imparentati con la flora delle montagne dell'Africa orientale, ma non sono ancora stati studiati accuratamente.

## Fauna
Tre specie di rettili sono endemiche di questa regione:
- il camaleonte di Wiedersheim (Trioceros wiedersheimi);
- il geco dalla croce (Tarentola ephippiata);
- lo scinco Mabuya langheldi.

## Conservazione
In pericolo critico. L'ecoregione versa in uno stato di degrado. Le principali minacce sono il pascolo estensivo, la raccolta di legname e i frequenti incendi.
All'interno dell'altopiano, in una valle tra le due principali catene montuose del medesimo, si trovano il parco nazionale Mozogo-Gokoro e la riserva forestale di Mayo Louti, entrambe in Camerun.